# 역사비평 (학술지)
《역사비평》(歷史批評)은 역사문제연구소에서 역사비평사를 통해 펴내는 계간 대중 역사학 학술지이다. 1987년 9월 역사연구의 대중화와 새로운 역사 인식의 정립을 목표로 창간되었다. 1987년에는 무크지로 발행되었으나 1988년부터 정기간행물로 등록하여 창간호가 발행되었다.

## 같이 보기
- 역사문제연구소
- 역사비평사
- 역사문제연구